# US Open de 2016 - Dia a dia
Estes foram os jogos realizados nas quadras mais importantes a partir do primeiro dia das chaves principais.
Células em lavanda indicam sessão noturna.

## Dia 1 (29 de agosto)
- Cabeças de chave eliminados:
  - Simples masculino:  Richard Gasquet [13],  Martin Kližan [28]
  - Simples feminino:  Barbora Strýcová [18],  Irina-Camelia Begu [21],  Sara Errani [27],  Coco Vandeweghe [28],  Misaki Doi [30],  Mónica Puig [32]

Ordem dos jogos:
| Arthur Ashe Stadium                      | Arthur Ashe Stadium     | Arthur Ashe Stadium        | Arthur Ashe Stadium       |
| Evento                                   | Vencedor(a)/(es/as)     | Derrotado(a)/(os/as)       | Resultado                 |
| ---------------------------------------- | ----------------------- | -------------------------- | ------------------------- |
| Simples feminino – 1ª fase               | Roberta Vinci [7]       | Anna-Lena Friedsam         | 6–2, 6–4                  |
| Simples feminino – 1ª fase               | Angelique Kerber [2]    | Polona Hercog              | 6–0, 1–0, ab.             |
| Simples masculino – 1ª fase              | Rafael Nadal [4]        | Denis Istomin              | 6–1, 6–4, 6–2             |
| Cerimônia de abertura do US Open de 2016 |                         |                            |                           |
| Simples masculino – 1ª fase              | Novak Djokovic [1]      | Jerzy Janowicz [PR]        | 6–3, 5–7, 6–2, 6–1        |
| Simples feminino – 1ª fase               | Madison Keys [8]        | Alison Riske               | 4–6, 7–65, 6–2            |
| Louis Armstrong Stadium                  |                         |                            |                           |
| Evento                                   | Vencedor(a)/(es/as)     | Derrotado(a)/(os/as)       | Resultado                 |
| Simples masculino – 1ª fase              | Marin Čilić [7]         | Rogério Dutra Silva        | 6–4, 7–5, 6–1             |
| Simples feminino – 1ª fase               | Svetlana Kuznetsova [9] | Francesca Schiavone        | 6–1, 6–2                  |
| Simples feminino – 1ª fase               | Garbiñe Muguruza [3]    | Elise Mertens [Q]          | 2–6, 6–0, 6–3             |
| Simples masculino – 1ª fase              | Jack Sock [26]          | Taylor Fritz               | 7–63, 7–5, 3–6, 1–6, 6–4  |
| Grandstand                               |                         |                            |                           |
| Evento                                   | Vencedor(a)/(es/as)     | Derrotado(a)/(os/as)       | Resultado                 |
| Simples feminino – 1ª fase               | Caroline Wozniacki      | Taylor Townsend [Q]        | 4–6, 6–3, 6–4             |
| Simples masculino – 1ª fase              | John Isner [20]         | Frances Tiafoe [WC]        | 3–6, 4–6, 7–65, 6–2, 7–63 |
| Simples masculino – 1ª fase              | Jo-Wilfried Tsonga [9]  | Guido Andreozzi [Q]        | 6–3, 6–4, 6–4             |
| Simples feminino – 1ª fase               | Johanna Konta [13]      | Bethanie Mattek-Sands [WC] | 6–3, 6–3                  |

## Dia 2 (30 de agosto)
- Cabeças de chave eliminados:
  - Simples masculino:  David Goffin [12],  Bernard Tomic [17],  Philipp Kohlschreiber [25],  Sam Querrey [29]
  - Simples feminino:  Kiki Bertens [20],  Daria Kasatkina [23],  Ana Ivanovic [29]

Ordem dos jogos:
| Arthur Ashe Stadium         | Arthur Ashe Stadium           | Arthur Ashe Stadium  | Arthur Ashe Stadium      |
| Evento                      | Vencedor(a)/(es/as)           | Derrotado(a)/(os/as) | Resultado                |
| --------------------------- | ----------------------------- | -------------------- | ------------------------ |
| Simples feminino – 1ª fase  | Simona Halep [5]              | Kirsten Flipkens     | 6–0, 6–2                 |
| Simples masculino – 1ª fase | Stan Wawrinka [3]             | Fernando Verdasco    | 7–64, 6–4, 6–4           |
| Simples feminino – 1ª fase  | Venus Williams [6]            | Kateryna Kozlova     | 6–2, 5–7, 6–4            |
| Simples feminino – 1ª fase  | Serena Williams [1]           | Ekaterina Makarova   | 6–3, 6–3                 |
| Simples masculino – 1ª fase | Andy Murray [2]               | Lukáš Rosol          | 6–3, 6–2, 6–2            |
| Louis Armstrong Stadium     |                               |                      |                          |
| Evento                      | Vencedor(a)/(es/as)           | Derrotado(a)/(os/as) | Resultado                |
| Simples feminino – 1ª fase  | Denisa Allertová              | Ana Ivanović [29]    | 7–64, 6–1                |
| Simples masculino – 1ª fase | Janko Tipsarević [PR]         | Sam Querrey [29]     | 7–64, 06–7, 6–3, 6–3     |
| Simples masculino – 1ª fase | Juan Martín del Potro [WC]    | Diego Schwartzman    | 6–4, 6–4, 7–63           |
| Simples feminino – 1ª fase  | Agnieszka Radwańska [4]       | Jessica Pegula [Q]   | 6–1, 6–1                 |
| Grandstand                  |                               |                      |                          |
| Evento                      | Vencedor(a)/(es/as)           | Derrotado(a)/(os/as) | Resultado                |
| Simples masculino – 1ª fase | Kei Nishikori [6]             | Benjamin Becker      | 6–1, 6–1, 3–6, 6–3       |
| Simples feminino – 1ª fase  | Kateřina Siniaková            | Eugenie Bouchard     | 6–3, 3–6, 6–2            |
| Simples feminino – 1ª fase  | Anastasia Pavlyuchenkova [17] | Louisa Chirico       | 6–1, 6–4                 |
| Simples masculino – 1ª fase | Steve Johnson [19]            | Evgeny Donskoy       | 4–6, 1–6, 7–62, 6–3, 6–3 |

## Dia 3 (31 de agosto)
- Cabeças de chave eliminados:
  - Simples masculino:  Milos Raonic [5],  Pablo Cuevas [18],  Albert Ramos-Viñolas [31],  Benoît Paire [32]
  - Simples feminino:  Garbiñe Muguruza [3],  Svetlana Kuznetsova [9]
  - Duplas masculinas:  Ivan Dodig /  Marcelo Melo [2],  Julien Benneteau /  Édouard Roger-Vasselin [11],  Juan Sebastián Cabal /  Robert Farah [13],  Radek Štěpánek /  Nenad Zimonjić [16]
  - Duplas mistas:  Raquel Atawo /  Jean-Julien Rojer [4]

Ordem dos jogos:
| Arthur Ashe Stadium         | Arthur Ashe Stadium  | Arthur Ashe Stadium     | Arthur Ashe Stadium  |
| Evento                      | Vencedor(a)/(es/as)  | Derrotado(a)/(os/as)    | Resultado            |
| --------------------------- | -------------------- | ----------------------- | -------------------- |
| Simples feminino – 2ª fase  | Petra Kvitová [14]   | Çağla Büyükakçay        | 7–62, 6–3            |
| Simples feminino – 2ª fase  | Caroline Wozniacki   | Svetlana Kuznetsova [9] | 6–4, 6–4             |
| Simples masculino – 2ª fase | Novak Djokovic [1]   | Jiří Veselý             | w.o.                 |
| Simples masculino – 2ª fase | Gaël Monfils [10]    | Jan Šátral [Q]          | 7–5, 6–4, 6–3        |
| Simples feminino – 2ª fase  | Anastasija Sevastova | Garbiñe Muguruza [3]    | 7–5, 6–4             |
| Simples masculino – 2ª fase | Rafael Nadal [4]     | Andreas Seppi           | 6–0, 7–55, 6–1       |
| Louis Armstrong Stadium     |                      |                         |                      |
| Evento                      | Vencedor(a)/(es/as)  | Derrotado(a)/(os/as)    | Resultado            |
| Simples feminino – 2ª fase  | Roberta Vinci [7]    | Christina McHale        | 6–1, 6–3             |
| Simples masculino – 2ª fase | John Isner [20]      | Steve Darcis [Q]        | 6–3, 6–4, 106–7, 6–3 |
| Simples feminino – 2ª fase  | Angelique Kerber [2] | Mirjana Lučić-Baroni    | 6–2, 7–67            |
| Simples masculino – 2ª fase | Jack Sock [26]       | Mischa Zverev [Q]       | 6–1, 6–1, 6–2        |
| Simples feminino – 2ª fase  | Madison Keys [8]     | Kayla Day [WC]          | 6–1, 6–1             |
| Grandstand                  |                      |                         |                      |
| Evento                      | Vencedor(a)/(es/as)  | Derrotado(a)/(os/as)    | Resultado            |
| Simples masculino – 2ª fase | Kevin Anderson [23]  | Vasek Pospisil          | 7–63, 6–4, 6–4       |
| Simples masculino – 2ª fase | Ryan Harrison [Q]    | Milos Raonic [5]        | 46–7, 7–5, 7–5, 6–1  |
| Simples feminino – 2ª fase  | Catherine Bellis [Q] | Shelby Rogers           | 2–6, 6–2, 6–2        |

## Dia 4 (1º de setembro)
- Cabeças de chave eliminados:
  - Simples masculino:  Feliciano López [16],  Steve Johnson [19],  Alexander Zverev [27],  Gilles Simon [30]
  - Simples feminino:  Timea Bacsinszky [15],  Samantha Stosur [16]
  - Duplas masculinas:  Daniel Nestor /  Vasek Pospisil [6],  Treat Huey /  Max Mirnyi [9]

Ordem dos jogos:
| Arthur Ashe Stadium         | Arthur Ashe Stadium        | Arthur Ashe Stadium      | Arthur Ashe Stadium |
| Evento                      | Vencedor(a)/(es/as)        | Derrotado(a)/(os/as)     | Resultado           |
| --------------------------- | -------------------------- | ------------------------ | ------------------- |
| Simples feminino – 2ª fase  | Simona Halep [5]           | Lucie Šafářová           | 6–3, 6–4            |
| Simples masculino – 2ª fase | Andy Murray [2]            | Marcel Granollers        | 6–4, 6–1, 6–4       |
| Simples feminino – 2ª fase  | Venus Williams [6]         | Julia Görges             | 6–2, 6–3            |
| Simples feminino – 2ª fase  | Serena Williams [1]        | Vania King [WC]          | 6–3, 6–3            |
| Simples masculino – 2ª fase | Juan Martín del Potro [WC] | Steve Johnson [19]       | 7–65, 6–3, 6–2      |
| Louis Armstrong Stadium     |                            |                          |                     |
| Evento                      | Vencedor(a)/(es/as)        | Derrotado(a)/(os/as)     | Resultado           |
| Simples masculino – 2ª fase | Kei Nishikori [6]          | Karen Khachanov [Q]      | 6–4, 4–6, 6–4, 6–3  |
| Simples feminino – 2ª fase  | Agnieszka Radwańska [4]    | Naomi Broady             | 7–69, 6–3           |
| Simples masculino – 2ª fase | Stan Wawrinka [3]          | Alessandro Giannessi [Q] | 6–1, 7–64, 7–5      |
| Grandstand                  |                            |                          |                     |
| Evento                      | Vencedor(a)/(es/as)        | Derrotado(a)/(os/as)     | Resultado           |
| Simples feminino – 2ª fase  | Karolína Plíšková [10]     | Montserrat González [Q]  | 6–1, 7–5            |
| Simples masculino – 2ª fase | Dominic Thiem [8]          | Ričardas Berankis        | 6–4, 6–3, 6–2       |
| Simples feminino – 2ª fase  | Zhang Shuai                | Samantha Stosur [16]     | 6–3, 6–3            |
| Simples masculino – 2ª fase | Nick Kyrgios [14]          | Horacio Zeballos         | 7–5, 6–4, 6–4       |

## Dia 5 (2 de setembro)
- Cabeças de chave eliminados:
  - Simples masculino:  Marin Čilić [7],  Roberto Bautista Agut [15],  John Isner [20],  Kevin Anderson [23]
  - Simples feminino:  Dominika Cibulková [12],  Elina Svitolina [22],  Belinda Bencic [24]
  - Duplas masculinas:  Pablo Cuevas /  Marcel Granollers [14],  Oliver Marach /  Fabrice Martin [15]
  - Duplas femininas:  Chan Hao-ching /  Chan Yung-jan [2],  Raquel Atawo /  Abigail Spears [9],  Darija Jurak /  Anastasia Rodionova [14],  Kiki Bertens /  Johanna Larsson [15]
  - Duplas mistas:  Lucie Hradecká /  Marcin Matkowski [8]

Ordem dos jogos:
| Arthur Ashe Stadium         | Arthur Ashe Stadium              | Arthur Ashe Stadium               | Arthur Ashe Stadium |
| Evento                      | Vencedor(a)/(es/as)              | Derrotado(a)/(os/as)              | Resultado           |
| --------------------------- | -------------------------------- | --------------------------------- | ------------------- |
| Simples feminino – 3ª fase  | Caroline Wozniacki               | Monica Niculescu                  | 6–3, 6–1            |
| Simples feminino – 3ª fase  | Madison Keys [8]                 | Naomi Osaka                       | 7–5, 4–6, 7–63      |
| Simples masculino – 3ª fase | Novak Djokovic [1]               | Mikhail Youzhny                   | 4–2, ab.            |
| Simples masculino – 3ª fase | Rafael Nadal [4]                 | Andrey Kuznetsov                  | 6–1, 6–4, 6–2       |
| Simples feminino – 3ª fase  | Angelique Kerber [2]             | Catherine Bellis [Q]              | 6–1, 6–1            |
| Louis Armstrong Stadium     |                                  |                                   |                     |
| Evento                      | Vencedor(a)/(es/as)              | Derrotado(a)/(os/as)              | Resultado           |
| Simples feminino – 3ª fase  | Roberta Vinci [7]                | Carina Witthöft                   | 6–0, 5–7, 6–3       |
| Simples masculino – 3ª fase | Jack Sock [26]                   | Marin Čilić [7]                   | 6–4, 6–3, 6–3       |
| Simples feminino – 3ª fase  | Petra Kvitová [14]               | Elina Svitolina [22]              | 6–3, 6–4            |
| Simples masculino – 3ª fase | Kyle Edmund                      | John Isner [20]                   | 6–4, 3–6, 6–2, 7–65 |
| Grandstand                  |                                  |                                   |                     |
| Evento                      | Vencedor(a)/(es/as)              | Derrotado(a)/(os/as)              | Resultado           |
| Simples masculino – 3ª fase | Jo-Wilfried Tsonga [9]           | Kevin Anderson [23]               | 6–3, 6–4, 7–64      |
| Simples feminino – 3ª fase  | Johanna Konta [13]               | Belinda Bencic [24]               | 6–2, 6–1            |
| Simples masculino – 3ª fase | Gaël Monfils [10]                | Nicolas Almagro                   | 6–4, 6–2, 6–4       |
| Duplas masculinas – 2ª fase | Bob Bryan [1] Mike Bryan [1]     | Jonathan Erlich Santiago González | 6–4, 6–4            |
| Duplas mistas – 1ª fase     | Gabriela Dabrowski Rohan Bopanna | Jamie Loeb [WC] Noah Rubin [WC]   | 7–5, 6–4            |

## Dia 6 (3 de setembro)
- Cabeças de chave eliminados:
  - Simples masculino:  David Ferrer [11],  Nick Kyrgios [14]
  - Simples feminino:  Anastasia Pavlyuchenkova [17],  Elena Vesnina [19],  Caroline Garcia [25],  Laura Siegemund [26],  Tímea Babos [31]
  - Duplas masculinas:  Raven Klaasen /  Rajeev Ram [7],  Henri Kontinen /  John Peers [10]
  - Duplas mistas:  Andrea Hlaváčková /  Łukasz Kubot [6]

Ordem dos jogos:
| Arthur Ashe Stadium         | Arthur Ashe Stadium        | Arthur Ashe Stadium           | Arthur Ashe Stadium       |
| Evento                      | Vencedor(a)/(es/as)        | Derrotado(a)/(os/as)          | Resultado                 |
| --------------------------- | -------------------------- | ----------------------------- | ------------------------- |
| Simples feminino – 3ª fase  | Simona Halep [5]           | Tímea Babos [31]              | 6–1, 2–6, 6–4             |
| Simples feminino – 3ª fase  | Serena Williams [1]        | Johanna Larsson               | 6–2, 6–1                  |
| Simples masculino – 3ª fase | Andy Murray [2]            | Paolo Lorenzi                 | 7–64, 5–7, 6–2, 6–3       |
| Simples feminino – 3ª fase  | Venus Williams [6]         | Laura Siegemund [26]          | 6–1, 6–2                  |
| Simples masculino – 3ª fase | Illya Marchenko            | Nick Kyrgios [14]             | 4–6, 6–4, 6–1, ab.        |
| Louis Armstrong Stadium     |                            |                               |                           |
| Evento                      | Vencedor(a)/(es/as)        | Derrotado(a)/(os/as)          | Resultado                 |
| Simples feminino – 3ª fase  | Carla Suárez Navarro [11]  | Elena Vesnina [19]            | 6–4, 6–3                  |
| Simples feminino – 3ª fase  | Agnieszka Radwańska [4]    | Caroline Garcia [25]          | 6–2, 6–3                  |
| Simples masculino – 3ª fase | Juan Martín del Potro [WC] | David Ferrer [11]             | 7–62, 6–2, 6–3            |
| Simples masculino – 3ª fase | Stan Wawrinka [3]          | Daniel Evans                  | 4–6, 6–3, 66–7, 7–68, 6–2 |
| Grandstand                  |                            |                               |                           |
| Evento                      | Vencedor(a)/(es/as)        | Derrotado(a)/(os/as)          | Resultado                 |
| Simples masculino – 3ª fase | Dominic Thiem [8]          | Pablo Carreño Busta           | 1–6, 6–4, 6–4, 7–5        |
| Simples feminino – 3ª fase  | Ana Konjuh                 | Varvara Lepchenko             | 6–3 3–6, 6–2              |
| Simples feminino – 3ª fase  | Karolína Plíšková [10]     | Anastasia Pavlyuchenkova [17] | 6–2, 6–4                  |
| Simples masculino – 3ª fase | Kei Nishikori [6]          | Nicolas Mahut                 | 4–6, 6–1, 6–2, 6–2        |

## Dia 7 (4 de setembro)
- Cabeças de chave eliminados:
  - Simples masculino:  Rafael Nadal [4],  Jack Sock [26]
  - Simples feminino:  Madison Keys [8],  Johanna Konta [13],  Petra Kvitová [14]
  - Duplas femininas:  Tímea Babos /  Yaroslava Shvedova [3],  Julia Görges /  Karolína Plíšková [8],  Vania King /  Monica Niculescu [10],  Xu Yifan /  Zheng Saisai [11]
  - Duplas mistas:  Sania Mirza /  Ivan Dodig [1],  Chan Hao-ching /  Max Mirnyi [5]

Ordem dos jogos:
| Arthur Ashe Stadium         | Arthur Ashe Stadium                        | Arthur Ashe Stadium             | Arthur Ashe Stadium      |
| Evento                      | Vencedor(a)/(es/as)                        | Derrotado(a)/(os/as)            | Resultado                |
| --------------------------- | ------------------------------------------ | ------------------------------- | ------------------------ |
| Simples feminino – 4ª fase  | Anastasija Sevastova                       | Johanna Konta [13]              | 6–4, 7–5                 |
| Simples feminino – 4ª fase  | Caroline Wozniacki                         | Madison Keys [8]                | 6–3, 6–4                 |
| Simples masculino – 4ª fase | Lucas Pouille [24]                         | Rafael Nadal [4]                | 6–1, 2–6, 6–4, 3–6, 7–66 |
| Simples feminino – 4ª fase  | Angelique Kerber [2]                       | Petra Kvitová [14]              | 6–3, 7–5                 |
| Simples masculino – 4ª fase | Novak Djokovic [1]                         | Kyle Edmund                     | 6–2, 6–1, 6–4            |
| Louis Armstrong Stadium     |                                            |                                 |                          |
| Evento                      | Vencedor(a)/(es/as)                        | Derrotado(a)/(os/as)            | Resultado                |
| Simples feminino – 4ª fase  | Roberta Vinci [7]                          | Lesia Tsurenko                  | 7–65, 6–2                |
| Simples masculino – 4ª fase | Jo-Wilfried Tsonga [9]                     | Jack Sock [26]                  | 6–3, 6–3, 76–7, 6–2      |
| Duplas masculinas – 3ª fase | Bob Bryan [3] Mike Bryan [3]               | David Marrero Fernando Verdasco | 2–6, 6–3, 7–5            |
| Grandstand                  |                                            |                                 |                          |
| Evento                      | Vencedor(a)/(es/as)                        | Derrotado(a)/(os/as)            | Resultado                |
| Simples masculino – 4ª fase | Gaël Monfils [10]                          | Marcos Baghdatis                | 6–3, 6–2, 6–3            |
| Duplas masculinas – 3ª fase | Pablo Carreño Busta Guillermo García-López | Nicholas Monroe Donald Young    | 4–6, 7–64, 6–3           |
| Duplas femininas – 3ª fase  | Martina Hingis [6] Coco Vandeweghe [6]     | Xu Yifan [11] Zheng Saisai [11] | 6–4, 4–6, 6–2            |

## Dia 8 (5 de setembro)
- Cabeças de chave eliminados:
  - Simples masculino:  Dominic Thiem [8],  Ivo Karlović [21],  Grigor Dimitrov [22]
  - Simples feminino:  Agnieszka Radwańska [4],  Venus Williams [6],  Carla Suárez Navarro [11]
  - Duplas masculinas:  Jean-Julien Rojer /  Horia Tecău [5]
  - Duplas femininas:  Andrea Hlaváčková /  Lucie Hradecká [4]

Ordem dos jogos:
| Arthur Ashe Stadium              | Arthur Ashe Stadium                         | Arthur Ashe Stadium                  | Arthur Ashe Stadium |
| Evento                           | Vencedor(a)/(es/as)                         | Derrotado(a)/(os/as)                 | Resultado           |
| -------------------------------- | ------------------------------------------- | ------------------------------------ | ------------------- |
| Simples masculino – 4ª fase      | Juan Martín del Potro [WC]                  | Dominic Thiem [8]                    | 6–3, 3–2, ab.       |
| Simples feminino – 4ª fase       | Karolína Plíšková [10]                      | Venus Williams [6]                   | 4–6, 6–4, 7–63      |
| Simples feminino – 4ª fase       | Serena Williams [1]                         | Yaroslava Shvedova                   | 6–2, 6–3            |
| Simples masculino – 4ª fase      | Andy Murray [2]                             | Grigor Dimitrov [22]                 | 6–1, 6–2, 6–2       |
| Simples feminino – 4ª fase       | Ana Konjuh                                  | Agnieszka Radwańska [4]              | 6–4, 6–4            |
| Louis Armstrong Stadium          |                                             |                                      |                     |
| Evento                           | Vencedor(a)/(es/as)                         | Derrotado(a)/(os/as)                 | Resultado           |
| Simples feminino – 4ª fase       | Simona Halep [5]                            | Carla Suárez Navarro [11]            | 6–2, 7–5            |
| Simples masculino – 4ª fase      | Stan Wawrinka [3]                           | Illya Marchenko                      | 6–4, 6–1, 56–7, 6–3 |
| Simples masculino – 4ª fase      | Kei Nishikori [6]                           | Ivo Karlović [21]                    | 6–3, 6–4, 7–64      |
| Duplas mistas – Quartas de final | Coco Vandeweghe [7] Rajeev Ram [7]          | Barbora Krejčíková Marin Draganja    | 6–3, 6–3            |
| Grandstand                       |                                             |                                      |                     |
| Evento                           | Vencedor(a)/(es/as)                         | Derrotado(a)/(os/as)                 | Resultado           |
| Duplas femininas – 3ª fase       | Andreja Klepač [13] Katarina Srebotnik [13] | Alla Kudryavtseva Sabine Lisicki     | 7–63, 6–0           |
| Duplas masculinas – 3ª fase      | Pierre-Hugues Herbert [1] Nicolas Mahut [1] | Jeremy Chardy Sam Groth              | 6–4, 5–7, 6–4       |
| Duplas femininas – 3ª fase       | Sania Mirza [7] Barbora Strýcová [7]        | Nicole Gibbs Nao Hibino              | 6–4, 7–5            |
| Duplas masculinas – 3ª fase      | Jamie Murray [4] Bruno Soares [4]           | Brian Baker [PR] Marcus Daniell [PR] | 6–3, 7–67           |

## Dia 9 (6 de setembro)
- Cabeças de chave eliminados:
  - Simples masculino:  Jo-Wilfried Tsonga [9],  Lucas Pouille [24]
  - Simples feminino:  Roberta Vinci [7]
  - Duplas masculinas:  Bob Bryan /  Mike Bryan [3]
  - Duplas femininas:  Sania Mirza /  Barbora Strýcová [7],  Andreja Klepač /  Katarina Srebotnik [13]
  - Duplas mistas:  Yaroslava Shvedova /  Bruno Soares [2]

Ordem dos jogos:
| Arthur Ashe Stadium                  | Arthur Ashe Stadium                            | Arthur Ashe Stadium                         | Arthur Ashe Stadium |
| Evento                               | Vencedor(a)/(es/as)                            | Derrotado(a)/(os/as)                        | Resultado           |
| ------------------------------------ | ---------------------------------------------- | ------------------------------------------- | ------------------- |
| Simples feminino – Quartas de final  | Angelique Kerber [2]                           | Roberta Vinci [7]                           | 7–5, 6–0            |
| Simples masculino – Quartas de final | Gaël Monfils [10]                              | Lucas Pouille [24]                          | 6–4, 6–3, 6–3       |
| Simples feminino – Quartas de final  | Caroline Wozniacki                             | Anastasija Sevastova                        | 6–0, 6–2            |
| Simples masculino – Quartas de final | Novak Djokovic [1]                             | Jo-Wilfried Tsonga [9]                      | 6–3, 6–2, ab.       |
| Louis Armstrong Stadium              |                                                |                                             |                     |
| Evento                               | Vencedor(a)/(es/as)                            | Derrotado(a)/(os/as)                        | Resultado           |
| Duplas femininas – Quartas de final  | Bethanie Mattek-Sands [12] Lucie Šafářová [12] | Asia Muhammad [WC] Taylor Townsend [WC]     | 6–1, 6–2            |
| Duplas femininas – Quartas de final  | Ekaterina Makarova [5] Elena Vesnina [5]       | Andreja Klepač [13] Katarina Srebotnik [13] | 6–4, 6–2            |
| Duplas masculinas – Quartas de final | Feliciano López [8] Marc López [8]             | Bob Bryan [3] Mike Bryan [3]                | 7–62, 4–6, 6–3      |
| Grandstand                           |                                                |                                             |                     |
| Evento                               | Vencedor(a)/(es/as)                            | Derrotado(a)/(os/as)                        | Resultado           |
| Duplas mistas – Quartas de final     | Laura Siegemund [13] Mate Pavić [13]           | Nicole Gibbs [WC] Dennis Novikov [WC]       | 6–2, 7–62           |
| Duplas mistas – Quartas de final     | Chan Yung-jan Nenad Zimonjić                   | Yaroslava Shvedova [2] Bruno Soares [2]     | 1–6, 6–3, [13–11]   |
| Duplas femininas – Quartas de final  | Caroline Garcia [1] Kristina Mladenovic [1]    | Sania Mirza [7] Barbora Strýcová [7]        | 7–63, 6–1           |

## Dia 10 (7 de setembro)
- Cabeças de chave eliminados:
  - Simples masculino:  Andy Murray [2]
  - Simples feminino:  Simona Halep [5]
  - Duplas masculinas:  Łukasz Kubot /  Alexander Peya [12]
  - Duplas femininas:  Barbora Krejčíková /  Kateřina Siniaková [16]
  - Duplas mistas:

Ordem dos jogos:
| Arthur Ashe Stadium                  | Arthur Ashe Stadium                         | Arthur Ashe Stadium                             | Arthur Ashe Stadium     |
| Evento                               | Vencedor(a)/(es/as)                         | Derrotado(a)/(os/as)                            | Resultado               |
| ------------------------------------ | ------------------------------------------- | ----------------------------------------------- | ----------------------- |
| Simples feminino – Quartas de final  | Karolína Plíšková [10]                      | Ana Konjuh                                      | 6–2, 6–2                |
| Simples masculino – Quartas de final | Kei Nishikori [6]                           | Andy Murray [2]                                 | 1–6, 6–4, 4–6, 6–1, 7–5 |
| Simples feminino – Quartas de final  | Serena Williams [1]                         | Simona Halep [5]                                | 6–2, 4–6, 6–3           |
| Simples masculino – Quartas de final | Stan Wawrinka [3]                           | Juan Martín del Potro [WC]                      | 7–65, 4–6, 6–3, 6–2     |
| Grandstand                           |                                             |                                                 |                         |
| Evento                               | Vencedor(a)/(es/as)                         | Derrotado(a)/(os/as)                            | Resultado               |
| Duplas femininas – Quartas de final  | Martina Hingis [6] Coco Vandeweghe [6]      | Barbora Krejčíková [16] Kateřina Siniaková [16] | 6–1, 6–2                |
| Duplas masculinas – Quartas de final | Pierre-Hugues Herbert [1] Nicolas Mahut [1] | Robert Lindstedt Aisam-ul-Haq Qureshi           | 6–3, 7–64               |
| Duplas mistas – Quartas de final     | Coco Vandeweghe [7] Rajeev Ram [7]          | Anna-Lena Grönefeld Robert Farah                | 7–64, 6–4               |

## Dia 11 (8 de setembro)
- Cabeças de chave eliminados:
  - Simples feminino:  Serena Williams [1]
  - Duplas masculinas:  Pierre-Hugues Herbert /  Nicolas Mahut [1],  Feliciano López /  Marc López [8]
  - Duplas femininas:  Ekaterina Makarova /  Elena Vesnina [5],  Martina Hingis /  Coco Vandeweghe [6]

Ordem dos jogos:
| Arthur Ashe Stadium            | Arthur Ashe Stadium                            | Arthur Ashe Stadium                         | Arthur Ashe Stadium |
| Evento                         | Vencedor(a)/(es/as)                            | Derrotado(a)/(os/as)                        | Resultado           |
| ------------------------------ | ---------------------------------------------- | ------------------------------------------- | ------------------- |
| Simples feminino – Semifinais  | Karolína Plíšková [10]                         | Serena Williams [1]                         | 6–2, 7–65           |
| Simples masculino – Semifinais | Angelique Kerber [2]                           | Caroline Wozniacki                          | 6–4, 6–3            |
| Louis Armstrong Stadium        |                                                |                                             |                     |
| Evento                         | Vencedor(a)/(es/as)                            | Derrotado(a)/(os/as)                        | Resultado           |
| Duplas – Exibição              | Gigi Fernández James Blake                     | Ann Li Lukas Greif                          | 6–4                 |
| Grandstand                     |                                                |                                             |                     |
| Evento                         | Vencedor(a)/(es/as)                            | Derrotado(a)/(os/as)                        | Resultado           |
| Duplas femininas – Semifinais  | Bethanie Mattek-Sands [12] Lucie Šafářová [12] | Ekaterina Makarova [5] Elena Vesnina [5]    | 6–2, 7–64           |
| Duplas femininas – Semifinais  | Caroline Garcia [1] Kristina Mladenovic [1]    | Martina Hingis [6] Coco Vandeweghe [6]      | 6–3, 6–4            |
| Duplas masculinas – Semifinais | Jamie Murray [4] Bruno Soares [4]              | Pierre-Hugues Herbert [1] Nicolas Mahut [1] | 7–5, 4–6, 6–3       |
| Duplas masculinas – Semifinais | Pablo Carreño Busta Guillermo García-López     | Feliciano López [8] Marc López [8]          | 6–3, 7–64           |

## Dia 12 (9 de setembro)
- Cabeças de chave eliminados:
  - Simples masculino:  Kei Nishikori [6],  Gaël Monfils [10]
  - Duplas mistas:  Coco Vandeweghe /  Rajeev Ram [7]

Ordem dos jogos:
| Arthur Ashe Stadium                          | Arthur Ashe Stadium          | Arthur Ashe Stadium                | Arthur Ashe Stadium |
| Evento                                       | Vencedor(a)/(es/as)          | Derrotado(a)/(os/as)               | Resultado           |
| -------------------------------------------- | ---------------------------- | ---------------------------------- | ------------------- |
| Duplas mistas – Final                        | Laura Siegemund Mate Pavić   | Coco Vandeweghe [7] Rajeev Ram [7] | 6–4, 6–4            |
| Simples masculino – Semifinais               | Novak Djokovic [1]           | Gaël Monfils [10]                  | 6–3, 6–2, 3–6, 6–2  |
| Simples masculino – Semifinais               | Stan Wawrinka [3]            | Kei Nishikori [6]                  | 4–6, 7–5, 6–4, 6–2  |
| Grandstand                                   |                              |                                    |                     |
| Evento                                       | Vencedor(a)/(es/as)          | Derrotado(a)/(os/as)               | Resultado           |
| Simples feminino juvenil – Quartas de final  | Bianca Vanessa Andreescu [7] | Vanessa Ong [LL]                   | 6–4, 6–2            |
| Simples masculino juvenil – Quartas de final | Stefanos Tsitsipas [1]       | Kenneth Raisma [11]                | 6–1, 7–64           |
| Simples feminino juvenil – Quartas de final  | Sofia Kenin [8]              | Anastasia Potapova [1]             | 6–3, 7–60           |
| Duplas femininas juvenis – Semifinais        | Kayla Day Caroline Dolehide  | Mai Hontama Anastasia Zarytska     | 6–4, 6–1            |

## Dia 13 (10 de setembro)
- Cabeças de chave eliminados:
  - Simples feminino:  Karolína Plíšková [10]

Ordem dos jogos:
| Arthur Ashe Stadium                    | Arthur Ashe Stadium               | Arthur Ashe Stadium                        | Arthur Ashe Stadium |
| Evento                                 | Vencedor(a)/(es/as)               | Derrotado(a)/(os/as)                       | Resultado           |
| -------------------------------------- | --------------------------------- | ------------------------------------------ | ------------------- |
| Duplas masculinas – Final              | Jamie Murray [4] Bruno Soares [4] | Pablo Carreño Busta Guillermo García-López | 6–2, 6–3            |
| Simples feminino – Final               | Angelique Kerber [2]              | Karolína Plíšková [10]                     | 6–3, 4–6, 6–4       |
| Grandstand                             |                                   |                                            |                     |
| Evento                                 | Vencedor(a)/(es/as)               | Derrotado(a)/(os/as)                       | Resultado           |
| Simples masculino juvenil – Semifinais | Félix Auger-Aliassime [6]         | Stefanos Tsitsipas [1]                     | 6–4, 7–5            |
| Simples feminino juvenil – Semifinais  | Kayla Day [5]                     | Bianca Vanessa Andreescu [7]               | 5–7, 6–1, 6–2       |
| Simples feminino juvenil – Semifinais  | Viktória Kužmová [13]             | Sofia Kenin [8]                            | 26–7, 7–5, 7–63     |
| Duplas femininas juvenis – Final       | Jada Hart [WC] Ena Shibahara [WC] | Kayla Day Caroline Dolehide                | 4–6, 6–2, [13–11]   |

## Dia 14 (11 de setembro)
- Cabeças de chave eliminados:
  - Simples masculino:  Novak Djokovic [1]
  - Duplas femininas:  Caroline Garcia /  Kristina Mladenovic [1]

Ordem dos jogos:
| Arthur Ashe Stadium               | Arthur Ashe Stadium                            | Arthur Ashe Stadium                         | Arthur Ashe Stadium |
| Evento                            | Vencedor(a)/(es/as)                            | Derrotado(a)/(os/as)                        | Resultado           |
| --------------------------------- | ---------------------------------------------- | ------------------------------------------- | ------------------- |
| Duplas femininas – Final          | Bethanie Mattek-Sands [12] Lucie Šafářová [12] | Caroline Garcia [1] Kristina Mladenovic [1] | 2–6, 7–65, 6–4      |
| Simples masculino – Final         | Stan Wawrinka [3]                              | Novak Djokovic [1]                          | 16–7, 6–4, 7–5, 6–3 |
| Grandstand                        |                                                |                                             |                     |
| Evento                            | Vencedor(a)/(es/as)                            | Derrotado(a)/(os/as)                        | Resultado           |
| Duplas masculinas convidadas      | Pat Cash Mark Philippoussis                    | John McEnroe Patrick McEnroe                | 6–4, 6–3            |
| Simples feminino juvenil – Final  | Kayla Day [5]                                  | Viktória Kužmová [13]                       | 6–3, 6–2            |
| Simples masculino juvenil – Final | Félix Auger-Aliassime [6]                      | Miomir Kecmanović [5]                       | 6–3, 6–0            |